# Vsauce
Vsauce è una serie di canali YouTube creati da Michael Stevens. Questi canali presentano video su svariati argomenti scientifici e filosofici, oltre a giochi, tecnologia, cultura e altre tematiche di interesse generale.

## Storia
Il 24 giugno 2010 Michael Stevens lanciò il canale principale di Vsauce, che inizialmente si concentrò sui videogiochi, con una serie di presentatori diversi. Col tempo tuttavia Michael Stevens rimase l'unico presentatore, e il canale a questo punto divenne un mix di informazione e attività online. I segmenti educativi divennero sempre più popolari e gli unici a essere presentati a partire dal 9 settembre 2012 (conosciuti con la sigla DOT). Secondo l'episodio 18 di "LÜT" sul canale originale di Vsauce, il nome "Vsauce" fu generato utilizzando un sito chiamato Fake Name Generator. Dopo aver generato il falso sito web "Vsauce.com", Stevens lo registrò e iniziò a caricare video.
Nel mese di dicembre 2010 furono aperti i canali Vsauce2 (7 dicembre) e Vsauce3 (24 dicembre). Il 25 luglio 2012 fu inaugurato il canale WeSauce.
Vsauce è stato uno dei canali con il maggior tasso di crescita nel settembre 2012. In quel mese, il canale principale raggiunse 1 milione di iscritti. Nello stesso mese, Bill Nye apparve in uno dei video più fortunati del canale, dedicato alla barzelletta "Perché il pollo ha attraversato la strada?".

## Riconoscimenti
Nel 2014 Vsauce ha vinto il premio Webby for People's Voice per il miglior canale di attualità e informazione.
Nel 2014 e 2015 il canale ha vinto lo Streamy Award come "Best Science and Education Channel, Show, or Series".